# Новая Англия (доминион)
Доминион Но́вая А́нглия (англ. Dominion of New England) — английское колониальное владение, существовавшее в Северной Америке в 1686—1689 годах.

## Предыстория
В первой половине XVII века в Северной Америке появился ряд английских колоний, обладавших абсолютно разными чертами. Одни из них (например, колония Виргиния) начинались как коммерческие предприятия, в то время как другие (например, провинция Мэриленд или Колония Массачусетского залива) были созданы по религиозным причинам. Варьировались и способы управления колониями: если Вирджиния, несмотря на своё корпоративное происхождение, была коронной колонией, то Массачусетс и ряд других колоний Новой Англии имели корпоративные хартии и обладали большой административной свободой, а Мэриленд и Каролина были частными колониями, управлявшимися небольшими группами собственников.
После произошедшей в 1660 году реставрации монархии король Карл II стал стремиться унифицировать управление этими территориями, поставив их под прямой контроль короны. Одной из причин этой акции было то, что содержание администрации нескольких колоний обходилось дороже, чем одной, другой причиной была необходимость регулирования торговли: в 1660-х годах английский парламент расширил и дополнил Навигационный акт, включив в него правила торговли с колониями. Так как колонии Новой Англии создали торговую сеть, соединявшую их как между собой, так и с различными европейскими странами и колониями этих стран, то эти правила сделали ряд видов деятельности колоний незаконными, разом превратив торговцев в контрабандистов, а дополнительные сборы существенно увеличили стоимость транспортировки товаров.
Некоторые из колоний создавали для короля частные проблемы, и объединение колоний в единую административную единицу виделось способом решения этих проблем. Так, для Плимутской колонии никогда не издавалось никакой хартии, колония Нью-Хейвен предоставила убежище двум судьям, приговорившим к смертной казни Карла I и теперь обвиняемым в цареубийстве, территория Мэна оспаривалась рядом частных лиц и Массачусетсом… Помимо сопротивления Навигационному акту, Массачусетс имел долгую историю практически теократического правления, не проявляя толерантности к непуританам, в том числе приверженцам англиканства. Карл II пытался вынудить правящую элиту Массачусетса изменить своё поведения, но те не соглашались ни на какое реформирование. Поэтому в 1683 году начался процесс отзыва Массачусетской хартии, и в июне 1684 года она была формально аннулирована.

## Становление доминиона
После отзыва хартии Массачусетса Карл II и Лорды Торговли решили установить унифицированную администрацию хотя бы для части колоний Новой Англии. Специфическими целями создания доминиона были регулирование торговли, увеличение свобод в сфере вероисповедания, реформирование практики в области собственности на землю с целью приближения её к стандартам, принятым в Англии, координация усилий в сфере обороны, и концентрация администрации в меньшем количестве центров.
Изначально Доминион был составлен из территорий Колонии Массачусетского залива, Плимутской колонии, провинции Нью-Гэмпшир, провинции Мэн и страны наррангсеттов. Для управления доминионом Карл II назначил Перси Кирка, но скончался, не успев назначить комиссию. Король Яков II в 1685 году назначил членов комиссии Кирка, но тут сам Кирк попал под острую критику в связи со своей ролью в подавлении восстания Монмута, и комиссия была отозвана. В качестве преемника Кирка был выбран Эдмунд Эндрос, но создание его комиссии затянулось, и поэтому 8 октября 1685 года была создана временная комиссия во главе с Джозефом Дадли — президентом Совета по делам Новой Англии. Эта комиссия должна была управлять с назначенным советом, не имея избираемой Легислатуры. В качестве членов совета были назначены люди умеренных взглядов из прежних колониальных правительств.

## Администрация Дадли
Дадли прибыл в Бостон 14 мая 1686 года, а формально стал управлять Массачусетсом с 25 мая. Однако большое количество массачусетских магистратов, назначенных в его совет, отказались приступать к своим обязанностям, что затормозило выполнение порученных ему дел. Дадли сделал большое количество назначений в сфере судопроизводства, выбирая людей с умеренными взглядами, способными отстаивать приоритет новых королевских указов над старыми хартиями.
Деятельность Дадли существенно тормозилась тем, что его комиссия не имела права вводить новых налогов и сборов, а старые сборы многие отказывались платить на том основании, что они были введены прежним правительством и, следовательно, не являются теперь легитимными. Попытки распространения влияния англиканской церкви также тормозились как нехваткой финансов, так и опасениями того, что англиканам будут переданы существующие церкви.
Преодолевая сопротивление местных элит, Дадли и его секретарь Эдвард Рэндольф вводили в действия положения Навигационного акта. Понимая, что не все они являются честными (некоторые статьи приводили к многократным сборам за одни и те же вещи), они закрывали глаза на некоторые их нарушения и рекомендовали Лордам Торговли модифицировать законодательство, чтобы устранить эти перекосы. Однако экономика Массачусетса, и так поражённая внешними факторами, страдала.
Во время функционирования администрации Дадли Лорды Торговли решили, основываясь на петиции от совета при Дадли, с 9 сентября 1686 года включить в состав Доминиона колонии Род-Айленд и Коннектикут. Эндросу, состав чьей комиссии определился к июню, было поручено выполнить эту операцию.

## Администрация Эндроса
Эндрос прибыл в Бостон 20 декабря 1686 года. Предполагалось, что при нём будет Совет из представителей инкорпорированных в доминион колоний, однако трудности с транспортом и тот факт, что транспортные расходы не компенсировались, привёл к тому, что в Совете доминировали представители Массачусетса и Плимута.
Вскоре после прибытия Эндрос опросил все пуританские церкви Бостона на предмет того, можно ли использовать их молельные залы для проведения англиканских служб. Получив везде отказ, он потребовал ключи от Третьей Церкви, где и проходили службы до возведения в 1688 году Королевской часовни.
После прибытия Эндроса Совет начал процесс приведения местных законов в соответствие с английскими. Дело оказалось настолько трудоёмким, что в 1687 году Эндрос издал прокламацию, гласящую, что существующие законы продолжают действовать до момента, когда их пересмотрят. Так как в Массачусетсе не было никаких законов, касающихся налогов, была разработана схема налогообложения для последующего применения во всём Доминионе. Первая попытка применения нового налогового законодательства встретила сопротивление со стороны ряда массачусетских общин. Некоторые города отказались выбирать комиссаров для проведения переписи населения и оценки имущества. Ряд чиновников были арестованы и доставлены в Бостон, где часть из них была освобождена, а другая оставалась в заключении до тех пор, пока не соглашалась выполнять свои обязанности. Прочие колонии не сопротивлялись новой схеме налогообложения, хотя, к примеру, в Род-Айленде налоги оказались более высокими, чем при предыдущей администрации, а по бедным землевладельцам Плимута нанесли тяжёлый удар высокие налоги на продукцию животноводства. Тем не менее основное сопротивление налоговой политике Эндроса оказал именно Массачусетс, где как раз при Эндросе налоги оказались ниже, чем до и после него.
Следствием протестов против новой налоговой системы стал запрет собраний горожан. Эндрос издал закон, по которому дозволялось одно собрание горожан в год, на котором те выбирали чиновников местной администрации, все прочие собрания запрещались. Протестующие заявили, что это является нарушением Великой хартии вольностей, согласно которой налоги должны назначаться представителями народа; однако при этом сами протестующие не видели ничего плохого в том, что при старой колониальной хартии к голосованию по вопросам налогов не допускались представители других церквей (впоследствии облагающиеся налогом).
Ещё одним заданием Эндроса было упорядочение колониальной системы землевладения и приведение её в соответствие принятой в Англии. Эти действия затрагивали многих собственников земли, и когда новое правительство потребовало, чтобы владельцы земельных участков перерегистрировали их в соответствии с новым законодательством (ибо все документы, выданные прежним правительством, базировались на отозванной королевской хартии), большинство землевладельцев отказались это делать.

### Инкорпорация Коннектикута
В отличие от Род-Айленда, чьи власти с готовностью вошли в состав Доминиона, власти Коннектикута, формально признав главенство Эндроса, продолжали жить в соответствии со старой хартией. В октябре 1687 года Эндрос отправился в Коннектикут, чтобы решить вопрос лично, и заставил местные власти сдать все печати и прекратить незаконную деятельность, после чего проехал по территории колонии, совершая назначения на различные посты. 29 декабря 1687 года Совет доминиона формально расширил действие своих законов на Коннектикут, завершив включение в свой состав колоний Новой Англии.

### Включение провинций Нью-Йорк, Восточная Джерси и Западная Джерси

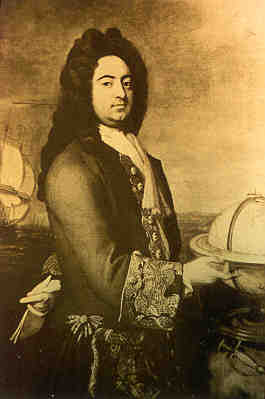
Лейтенант-губернатор Фрэнсис Николсон

7 мая 1688 года в состав Доминиона были включены провинции Нью-Йорк, Восточная Джерси и Западная Джерси. В связи с их значительной удалённостью от Бостона, где Эндрос устроил свою резиденцию, этими территориями стал управлять из Нью-Йорка лейтенант-губернатор Фрэнсис Николсон. Летом 1688 года Эндрос совершил поездку сначала по Нью-Йорку, а затем по Джерси. Управление в Джерси осложнялось тем фактом, что собственники земли, чьи хартии были отозваны, сохранили свою собственность, и подавали Эндросу петиции по поводу традиционных прав маноров.

### Взаимоотношения с индейцами
В 1687 году губернатор Новой Франции маркиз де Денонвиль организовал нападение на деревни индейцев-сенека к западу от Нью-Йорка. Губернатор Нью-Йорка Томас Донган, 2-й граф Лимерика запросил помощи, и король Яков поручил Эндросу организовать её. Эндрос связался с французским королём Людовиком XIV, что привело к снижению напряжённости на северо-западной границе.
На северо-востоке, напротив, продолжались трения с индейцами-абенаки, которые в начале 1688 года начали наступление на английские владения. Эндрос организовал экспедицию в Мэн, во время которой были разорены индейские поселения.
В августе 1688 года Андрос встретился в Олбани с ирокезами, чтобы обновить Договорную цепь, после чего вернулся в Бостон, опасаясь новых нападений со стороны абенаки. Ситуация в Мэне ухудшилась из-за того, что английские поселенцы совершали набеги на индейские поселения и отправляли пленных в Бостон. Андрос приказал морской пехоте пресечь такую деятельность и отпустил захваченных индейцев. Вернувшись в Мэн, Андрос начал строить укрепления для защиты поселенцев и провёл там зиму. Когда он в марте 1689 года вернулся в Бостон, через океан пришли известия о революции в Англии.

## «Славная революция» и ликвидация доминиона

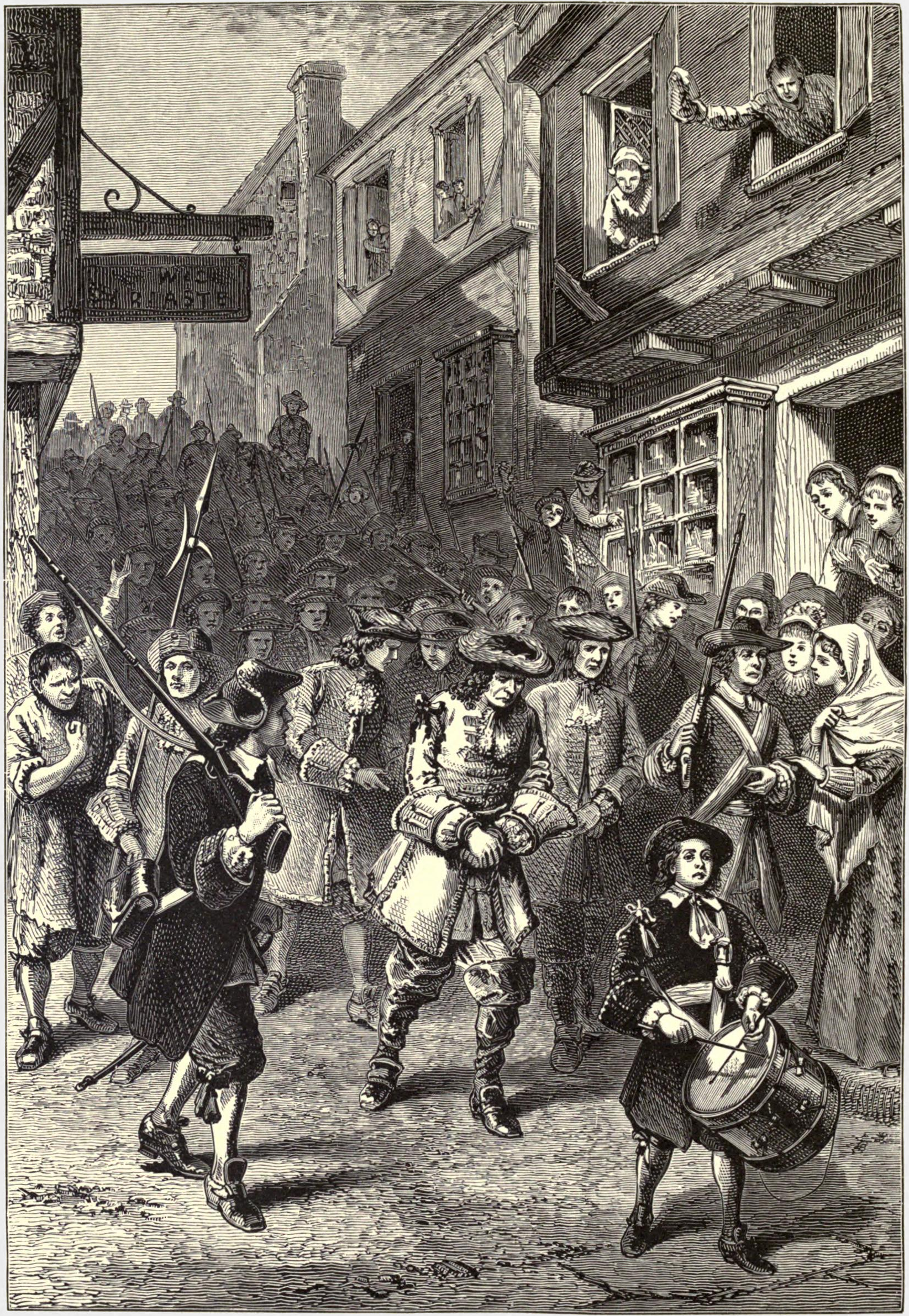
Арест Эндроса

Недовольные правлением Эндроса религиозные лидеры Массачусетса, возглавляемые Инкризом Мэзером и Коттоном Мэзером, решили повлиять на двор в Лондоне. После того, как в мае 1687 года король Яков II издал «Declaration of Indulgence», Инкриз Мэзер послал королю письмо с благодарностью за декларацию и уговорил своих последователей также выказать уважение монарху, чтобы заслужить его расположения и получить влияние. Было решено послать Мэзера в Англию, чтобы возбудить там дело против Эндроса. В апреле 1688 году, несмотря на препятствия властей доминиона, Мэзеру удалось отплыть в Лондон, где он встретился с королём. Король Яков II в октябре 1688 года пообещал, что претензии колонистов будут рассмотрены, но тут грянула «Славная революция», и на английский трон сели Вильгельм III Оранский и Мария II.
Массачусетские агенты обратились к новым монархам и Лордам Торговли с петицией, призывающей к восстановлению старой Массачусетской хартии. После того, как слухи о событиях в Англии достигли Америки, произошло Бостонское восстание, и должностные лица Доминиона, включая Эндроса, Рэндольфа и Дадли, были арестованы, а местные власти каждой из бывших колоний вернулись к прежним формам правления. Эндрос смог отправить письмо в Нью-Йорк, зовя лейтенант-губернатора Николсона на помощь, но нью-йоркские войска находились в Мэне, и поэтому он ничего не смог сделать, а затем произошло Восстание Лейслера, свергшее Николсона, и он бежал в Англию.
Распад Доминиона создал юридические проблемы для Плимута и Массачусетса: первая колония вообще никогда не имела королевской хартии, а у второй она была отозвана по всем правилам. В результате восстановленные правительства этих колоний не имели законной базы для своих действий, что могло быть использовано их политическими противниками. В 1689 году началась Война короля Вильгельма, и длинная граница Массачусетса с Новой Францией стала объектом атак французов и индейцев. Война требовала больших затрат и препятствовала восстановлению торговли колонии.
Инкриз Мэзер подал Лордам Торговли петицию с просьбой о восстановлении Массачусетской хартии. Когда король Вильгельм узнал, что это может привести к восстановлению правления твердолобых пуритан, то он вместо этого решил предотвратить возможность такого поворота событий, и Лорды Торговли решили проблему путём объединения двух провинций в одну. Так появилась провинция Массачусетс-Бэй.